# 5433 Кайрен
5433 Кайрен (5433 Kairen) — астероїд головного поясу, відкритий 10 листопада 1988 року.
Тіссеранів параметр щодо Юпітера — 3,398.